# Pluty (gmina Wiśniew)
Pluty – wieś w Polsce położona w województwie mazowieckim, w powiecie siedleckim, w gminie Wiśniew. Ma status sołectwa. Przez wieś przebiega droga powiatowa Domanice – Gostchorz. We wrześniu 2016 została oddana do użytku droga gminna do Gręzówki. 
W Plutach źródło ma rzeka Muchawka wpływająca do Zalewu Siedleckiego.
Wierni Kościoła rzymskokatolickiego należą do parafii Świętej Rodziny w Śmiarach.
W latach 1975–1998 miejscowość należała administracyjnie do województwa siedleckiego.